# Sundes verden
Sundes verden är ett samlingsalbum med Øystein Sunde, utgivet 2006 av skivbolaget Spinner Records. Albumet utgavs som dubbel-CD (Sundes verden – 52 av de aller beste) och enkel-CD (Sundes verden – 26 av de aller beste).

## Låtlista
CD 1
1. "Jaktprat" (från 1001 fnatt) – 2:27
2. "Frk. Bibelstripp" (från Du må'kke komme her og komme her) – 2:34
3. "Kjekt å ha" (från Kjekt å ha) – 4:25
4. "Fire melk og Dagbla' for i går" (från 1001 fnatt) – 1:23
5. "Du må'kke komme her og komme her" (från Du må'kke komme her og komme her) – 3:26
6. "Byens Hi-Fi asyl" (från Hærtata hørt) – 4:02
7. "Sokka mine" (från Nå er begeret nådd) – 3:40
8. "Pendler'n" (från I Husbukkens tegn) – 3:44
9. "Sjæddåvv-bandet" (från Hærtata hørt) – 3:11
10. "Super-SS-Rally-GT-Fastback-Hardtop-Sprint" (från 1001 fnatt) – 1:42
11. "Vippetangen konditori" (från På sangens vinger) – 2:38
12. "Barkebille boogie" (från Barkebille boogie) – 2:42
13. "Det året det var så bratt" (från Det året det var så bratt) – 2:14
14. "Vi pusser opp på badet (sjarmør i pels nr. 2)" (från I Husbukkens tegn) – 3:00
15. "Bleieskiftarbeider" (från I Husbukkens tegn) – 3:06
16. "Forbikjøring" (från Hærtata hørt) – 1:49
17. "Hvis dine ører henger ned (Trad./Øystein Sunde, från Det året det var så bratt) – 2:28
18. "Gammal Amazon" (nyinspelning från Øystein Sundes 40 beste) – 2:38
19. "Modællfly og radiostyrt" (från Barkebille boogie) – 2:43
20. "Gåsemor" (från Overbuljongterningpakkmesterassistent) – 2:42
21. "Snøfreser'n" (från Nå er begeret nådd) – 3:37
22. "Mesterkokken" (från I Husbukkens tegn) – 2:12
23. "Campingvogna" (från Kjekt å ha) – 3:03
24. "2003, en butikk-odyssé" (från Hærtata hørt) – 2:08
25. "Smi mens liket er varmt" (från Kjekt å ha) – 2:44
26. "Ute var det sol" (från Sånn er'e bare) – 3:27

CD 2
1. "Bokreol" ("King Creole av Jerry Leiber/Mike Stoller norsk text: Øystein Sunde från Hærtata hørt) – 1:42
2. "Skal det være noe mer før vi stenger" (från Kjekt å ha) – 3:26
3. "Det ække lett å værra kuul" ("It Does Not Pay to Be Hip" av Shel Silverstein, norsk text: Øystein Sunde, från På sangens vinger) – 2:39
4. "Hest er best som pålegg" (från Sånn er'e bare) – 3:07
5. "Da jeg var en liten gutt" (från Kjekt å ha) – 3:05
6. "Folk til slikt" (från Nå er begeret nådd) – 4:22
7. "Fender-slåtten" (från Det året det var så bratt) – 3:15
8. "Odals-reggae" (från Hærtata hørt) – 1:48
9. "Oslo Maraton" (från Du må'kke komme her og komme her) – 2:31
10. "Sjømannen og vannsenga" (från Ikke bare tyll) – 2:18
11. "Påsketur" (från I Husbukkens tegn) – 3:02
12. "Liten og grønn" ("City of New Orleans" av Steve Goodman, norsk text: Øystein Sunde, från Barkebille boogie) – 4:10
13. "Kulingbarsel" (från Nå er begeret nådd) – 2:54
14. "Svigerfars motorsag" (från Barkebille boogie) – 2:07
15. "Syk '84" (Øystein Sunde/Trond-Viggo Torgersen, från I Husbukkens tegn) – 2:54
16. "Kjepper i romjula" ("You Can't Rollerskate in a Buffalo Herd" av Roger Miller, norsk text: Øystein Sunde, från På sangens vinger) – 2:32
17. "Åna Sira" ("Buona Sera" av Carl Sigman/Peter DeRose, norsk text: Øystein Sunde, från Hærtata hørt) – 3:06
18. "Den aller største noen noensinne hadde sett" ("The Biggest Whatever" av William E. Martin/Rodney Dillard, norsk text: Øystein Sunde, från Overbuljongterningpakkmesterassistent) – 3:10
19. "Ferietips" (från singeln "Valdresmarsjen"/"Ferietips") – 2:33
20. "Fanitullen" (trad./Odd Bakkerud; arr. Øystein Sunde, från Som varmt hvetebrød i tørt gress) – 3:00
21. "Jeg er min egen bestefar" ("I'm My Own Grandpa" av Dwight Latham/Moe Jaffe, norsk text: Øystein Sunde, från I Husbukkens tegn) – 2:44
22. "Tyskleksa" (från Barkebille boogie) – 3:01
23. "Ambassanova" (nyinspelning från Øystein Sundes 40 beste) – 3:07
24. "Peiling på seiling" (från Nå er begeret nådd) – 2:42
25. "Bruktbilsamba" (från I Husbukkens tegn) – 3:10
26. "Jeg kommer ikke på nettet (sånn er'e bare)" (från Sånn er'e bare) – 2:10

- Alla låtar skrivna av Øystein Sunde där inget annat anges.